# Akim (Comicfigur)
Akim, der Sohn des Dschungels, auch Der grosse Akim oder Akim, Held des Dschungels, ist ein von Augusto Pedrazza (Zeichner) und Roberto Renzi (Story) in den 1940ern in Italien geschaffener Comic-Held, der Parallelen zum amerikanischen Comic- und Romanhelden Tarzan aufweist.

## Veröffentlichung
Die Dschungelgeschichten wurden in Italien beim Tomasina Verlag herausgegeben. Seine Abenteuer erschienen in Deutschland ab Juni 1953 im Walter Lehning Verlag mit 78 Piccolo-Heften zu 20 Pfennig. Da die Geschichten aber bisweilen brutaler waren, als es zu der Zeit in Deutschland erlaubt war, gab es immer wieder Probleme mit der Bundesprüfstelle. Die Bände 59, 66 und 72 sind indiziert und ab Nr. 78 dauerindiziert. Nachdem Walter Lehning es mit immer wieder neuen Serien versuchte, weil die alten immer wieder indiziert wurden, beauftragte er kurzerhand den deutschen Comiczeichner Hansrudi Wäscher damit, die Serie ab Dezember 1955 in Eigenregie als Akim, Neue Abenteuer im Piccoloformat fortzuführen. Bis September 1959 erschienen 196 Hefte.
Damit waren dann zwar die Probleme mit den deutschen Behörden erledigt, aber es begann gleichzeitig der Ärger mit den italienischen Lizenzinhabern, denen Lehning nichts bezahlen wollte. Es entwickelte sich ein mehrjähriger Rechtsstreit mit dem italienischen Verlagshaus, der erst nach knapp vier Jahren endlich zum Ende kam. Das Ergebnis führte dazu, dass die laufende Geschichte von Wäschers Akim-Piccolo-Reihe mit Heft 196 abrupt beendet und schon eine Woche später durch eine andere Wäscher-Dschungelserie Tibor ersetzt wurde.
In Italien erschienen von der ursprünglichen Pedrazza-Piccoloserie zunächst die 1. Serie mit 99 Ausgaben, in die 2. Serie wurden 795 Hefte herausgegeben. Letztgenannte Serie blieb in Deutschland lange Zeit unbekannt und wurde bis 2007 vom Norbert Hethke Verlag in Deutschland erstveröffentlicht.
Von März 1955 bis August 1955 erschienen bei Lehning die von Pedrazza gezeichneten 21 Großbände Der grosse Akim, von März 1958 bis September 1959 die von Pedrazza/Wäscher gezeichneten 40 Großbände Akim Held des Dschungels.

## Inhalt
Akim lebt im Dschungel zusammen mit dem Gorilla Kar und dem kleineren Affen Zig. Sie müssen Abenteuer gegen verschiedenerlei Schurken und wilde Tiere bestehen.
Zwischendurch hatte Akim eine Frau (Rita) und ein Mündel (Jim), aber nur in Italien hielten sich diese Figuren. In Deutschland wurde Rita schnell wieder entsorgt, Jim gar nicht erst eingeführt. Eine Frau hätte Akim nach Meinung der Verleger nur von den Abenteuern abgehalten und bei den Kindern zu unangenehmen Fragen geführt.